# 오기하라 히데키
오기하라 히데키(荻原 秀樹, 1972년 11월 9일 ~ )는 일본의 남성 성우이다. 도쿄도 출신.

## 출연작품

### TV 애니메이션
1996년
- 미소의 세상 (시야마 케이지)

2001년
- 마호로매틱 (하마구치 토시야)

2005년
- IZUMO 용맹한 검의 섬기 (야기 타케루)
- SHUFFLE! (미도리바 이츠키)

2006년
- SHUFFLE! Memories (미도리바 이츠키)
- Soul Link (아이자와 료타)

2012년
그 여름에서 기다릴게 (이시가키 테츠로)

### 게임
1998년
- Septem Charm 매지컬 카난 (나츠키) : 코이케 타케조 (小池竹蔵) 명의

1999년
- 피노치아가 보는 꿈 (란버트)

2001년
- 엑소더스 길티 네오스 (왓츠)

2003년
- Angelic Vale (오젤)
- Phantom -PHANTOM OF INFERNO- (나레이션)
- Angelic Vale Progress (오젤)

2004년
- SHUFFLE! (미도리바 이츠키) : 코이케 타케조 (小池竹蔵) 명의
- 록맨 제로3 (헬버트 실드
- 풀 하우스 키스 (미도 카즈야)
- IZUMO2 (야기 타케루) : 코이케 타케조 (小池竹蔵) 명의
- Soul Link (아이자와 료타) : 코이케 타케조 (小池竹蔵) 명의

2005년
- 알트 (오오바 야스노리) : 코이케 타케조 (小池竹蔵) 명의
- 토가이누의 피 PC판 (타케루) : 코이케 타케조 (小池竹蔵) 명의
- Tick! Tack! (미도리바 이츠키) : 코이케 타케조 (小池竹蔵) 명의
- SHUFFLE! on the Stage (미도리바 이츠키)
- 야도희참귀행 (쿠구츠 카가치) : 코이케 타케조 (小池竹蔵) 명의

2006년
- 풀 하우스 키스2 (미도 카즈야)
- 만약 내일이 맑다면 (아즈마 나오유키) : 코이케 타케조 (小池竹蔵) 명의
- IZUMO2 학원광상곡 (야기 타케루) : 코이케 타케조 (小池竹蔵) 명의
- Soul Link Extension (아이자와 료타)
- 록맨 젝스 (헬버트 실드)
- Gift -Prism- (에도 마사키)
- Really? Really! (미도리바 이츠키) : 코이케 타케조 (小池竹蔵) 명의

2007년
- 슈퍼 로봇 대전OG ORIGINAL GENERATIONS (라지 몬트야)
- 내일의 너와 만나기 위해 (유기리 나오키) : 코이케 타케조 (小池竹蔵) 명의
- 슈퍼 로봇 대전OG 외전 (라지 몬트야)

2008년
- 토가이누의 피 True Blood (타케루)

2009년
- SHUFFLE! Essence+ (미도리바 이츠키) : 코이케 타케조 (小池竹蔵) 명의
- 우리들에게 날개는 없다 (모리사토 카즈마) : 코이케 타케조 (小池竹蔵) 명의

### 라디오
- 칭찬 받아 크는 라디오 PP - 인터넷 라디오, 사쿠라이 하루미와 공동진행, (2007년 3월 8일 - )